# 小武顶螳属
小武顶螳属（学名：Hoplocoryphella）为武顶螳科的一个属。

## 下属物种
本属包括以下物种：
- 大小武顶螳 Hoplocoryphella grandis Brancsik, 1895